# Nanette Thomas
Nanette Beatrice Effulabi Thomas, née vers 1956, est une femme politique sierra-léonaise. Elle a occupé notamment le poste de ministre des affaires politiques et publiques de 2016 à 2018.

## Biographie
Née vers 1956, Nanette Thomas est un membre de longue date du parti All People's Congress (APC) ou, en français, Congrès de tout le peuple, principal parti d'opposition du pays depuis 2018, année pendant laquelle il a perdu le pouvoir.
Après avoir fui le pays pendant la guerre civile sierraléonaise, dans la période entre 1991 et 2002, elle vit un temps au Texas, où elle a dirigé la section de Dallas de l'APC,, .
En 2011, elle retourne en Sierra Leone pour devenir la coordinatrice nationale du programme de changement d'attitude et de comportement du pays, un programme établi par le président Ernest Bai Koroma,,.
L'année suivante, elle se voit décerner le titre de militante de l'année par la Commission nationale pour la démocratie du pays, notamment pour son travail sur les questions relatives aux femmes, et  ses efforts contre la corruption.
Elle est nommée ministre des affaires politiques et publiques dans le gouvernement de Koroma en 2016 ,,.
Elle abandonne cette fonction et ce cabinet ministériel en 2018, lorsque son parti quitte le pouvoir à la suite d'une élection présidentielle, respectant le souhait exprimé d’une alternance politique. Un  nouveau président, Julius Maada Bio, appartenant à un autre parti, prend ses fonctions.